# 蕭恩舞團及舞蹈學校
蕭恩舞團及舞蹈學校（Denishawn School of Dancing and Related Arts）是一所位於美國的舞蹈學校，1915年由現代舞蹈家露絲·聖·丹尼斯與泰德·蕭恩夫婦在加州的洛杉磯成立，校名結合了兩人的姓氏，而成為Denishawn（Denish & Shawn），該機構是美國第一個現代舞蹈團體，同時也是世界現代舞蹈史上重要的教育機構，培育了許多當代的舞蹈大師，如瑪莎·葛蘭姆；查理斯·魏格曼（Charles  Weidman）；多麗絲·韓福瑞（Doris  Humphrey）等。蕭恩舞團及舞蹈學校在1930年代，蕭恩夫婦離婚後解散。泰德·蕭恩隨後創立了雅各之枕舞蹈工作坊（ Jacob's Pillow Dance），此工作坊今日仍存在，並多以藝術節的方式發表舞蹈。